# Tvari, Starîi Sambir
Tvari (în ucraineană Тварі) este un sat în așezarea urbană Stara Sil din raionul Starîi Sambir, regiunea Liov, Ucraina.

## Demografie
Componența lingvistică a localității Tvari
     Ucraineană (100%)
Conform recensământului din 2001, toată populația localității Tvari era vorbitoare de ucraineană (100%).